# Gare de Chouzy
Gare de Chouzy – przystanek kolejowy w Chouzy-sur-Cisse, w departamencie Loir-et-Cher, w Regionie Centralnym, we Francji.
Jest przystankiem Société nationale des chemins de fer français (SNCF), obsługiwanym przez pociągi TER Centre, kursujących między Blois i Tours.